# P. Lal
Purshotam Lal, P. Lal, född 28 augusti 1929 i Kapurthala, Punjab, död 3 november 2010 i Kolkata, var en indisk lyriker, förläggare och översättare.
Lal växte upp i Calcutta där han från 1952 var universitetslärare i engelsk litteratur. 1958 grundade han tidskriften Miscellany.